# Josef Muff Sopper
Josef „Muff“ Sopper (* 10. Jänner 1958 in Wien) ist  österreichischer Musiker, Betreiber von Veranstaltungszentren, Organisator von Festival-Programmen und Veranstalter in Wien.

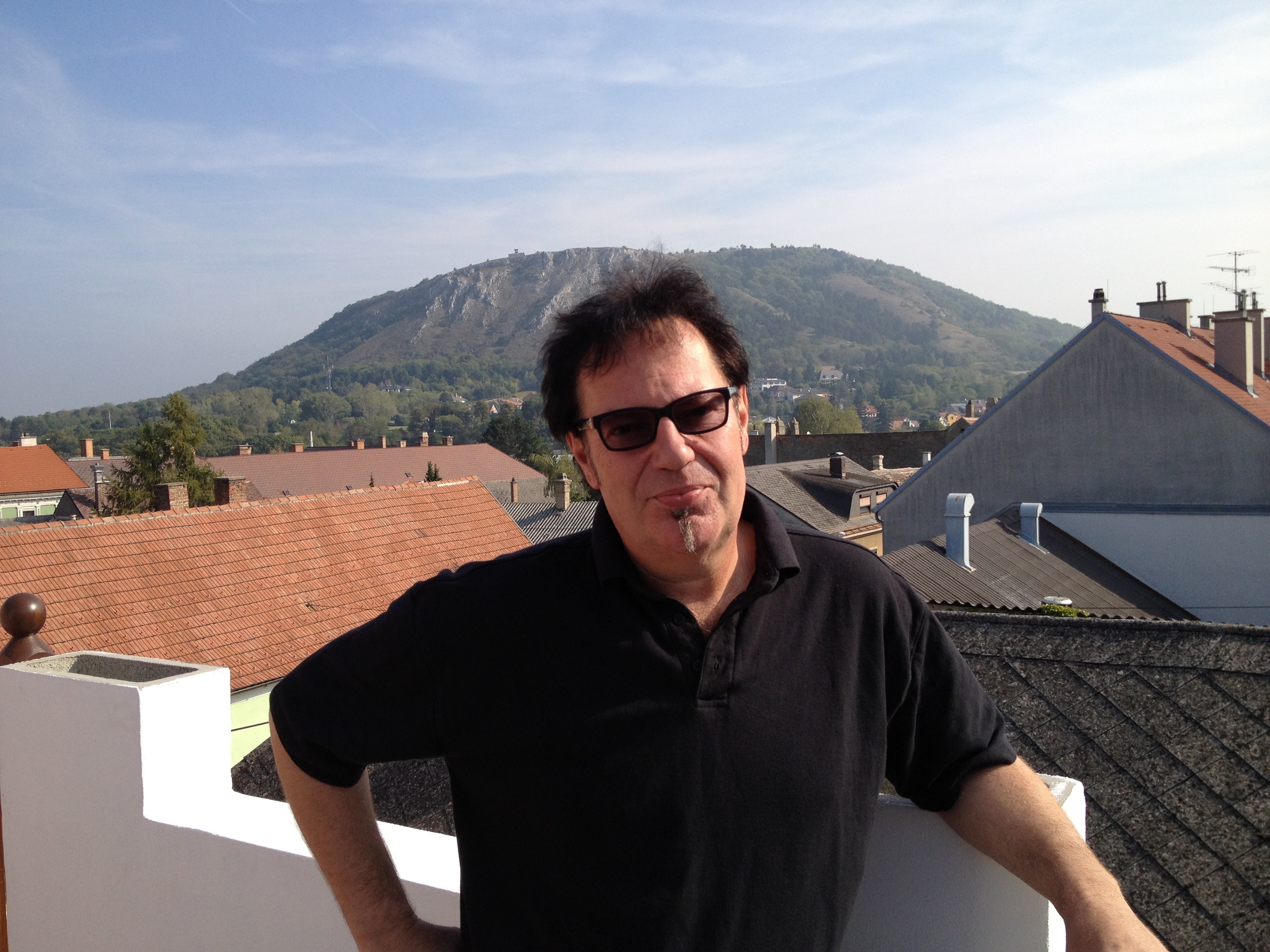
Josef Sopper (Hainburg 2018)

## Werdegang
Josef Muff Sopper absolvierte Matura, HAK-Abiturientenlehrgang, Musikstudium (klassische Gitarre am Konservatorium der Stadt Wien) sowie Teilstudium (Jura), war als Bankkaufmann und Verkaufsleiter tätig. Seit seinem 16. Lebensjahr ist er auch als Musiker in Musikgruppen (Demian, Lamu, Gonzo Rockband, Milli Vanilli, Schüttelfrost Bluesband) verschiedener Genres aktiv.
Er war auch immer wieder als Gastmusiker tätig, u. a. als Bassist bei Blind Petition, Hallucination Company und Rock Generation. Seine Band Lamu feierte anlässlich der 30-Jahre Planet Music-Feier in der SiMM City im März 2019 ein kurzes Comeback. Er ist verheiratet mit Eva Gotschke, Vater von vier Kindern und lebt in Hainburg. Die beiden Söhne aus erster Ehe arbeiten seit 2014 in der Planet Music & Media GesmbH leitend mit.

## VÖM – Vereinigte Österreichische Musikförderer
Als Musikförderer war Josef Muff Sopper bereits ab den 80er-Jahren auch für österreichische Tonträgerproduktionen (Harri Stojka, Jazz Gitti, Drahdiwaberl, Hansi Lang u. a.) verantwortlich. Mit dem Ziel, österreichischen Künstlern der Popularmusik Auftrittsmöglichkeiten zu bieten, gründete er 1982 im autonomen Kulturzentrum Gassergasse „GaGa“ den Verein „Tonau Vereinigung Österreichischer Rockgruppen“, aus dem 1986 der Verein „VÖM - Vereinigte Österreichische Musikförderer“ hervorging, dem Sopper bis heute als Geschäftsführer vorsteht. Sopper engagiert sich mit dem Verein VÖM von 1986 an für die Österreichische Musikszene, im Besonderen in Form heimischer Veranstaltungsserien, aktuell mit der österreichweiten Veranstaltungsserie Planet Festival Tour, an der jährlich rund 200 Acts aus Österreich teilnehmen und Preise im Wert von 100.000 Euro ausgespielt werden. In der Saison 2018/19 wurde erstmals das Projekt Cup der Chöre als neues Wettbewerbsformat für die Wiener Chorszene ausgetragen.

## Donauinselfest
Bereits 1985 wirkte Josef Muff Sopper als Initiator an der Gestaltung des Wiener Donauinselfestes mit und war bis 2019 als Programm- und Bühnenorganisator (Radio FM4 Planet.tt-Bühne, mit Acts wie Mando Diao, Portugal The Man, Fettes Brot, Pendulum, Bilderbuch, Wanda) in dieses Projekt leitend eingebunden. 1985 organisierte Sopper mit dem Verein „Tonau“ ein 10-Tages-Festival „für ein Wiener Rockhaus“ auf der Donauinsel, bei dem rund 100 Wiener Bands (Drahdiwaberl, Ostbahn-Kurti & die Chefpartie) mitwirkten. 1986 veranstaltete Sopper ebendort das 4-Tages-Festival „Rock auf der Insel“ u. a. mit Iron Maiden, ein Vorläufer der aktuell gängigen Großfestivals.

## Printmedien
Ab 1985 war Sopper Herausgeber (gegründet mit Georg Biron) der Gratis-Handpocket-Zeitschrift JUKE BOX/ROCK BOX, aus der 2000 das PLANET.tt-Magazin (mittlerweile Planet.tt XXL Programmposter) hervorging. Sopper erfand und begründete 1989 den ÖSTERREICHISCHEN MUSIKATLAS, der als Branchen-Nachschlagewerk genutzt wird.

## Veranstaltungszentren

### Rockhaus
Am 31. März 1989 übernahm Sopper mit dem Verein VÖM das Jugendveranstaltungszentrum „Fritz“ in Wien 20., Adalbert Stifter Straße 73, um es am 15. September des gleichen Jahres in das Veranstaltungszentrum „Rockhaus“ umzuwandeln, das bis zu seinem Relaunch 1999 Wiener Popularmusikgeschichte geschrieben hat. Zu den auftretenden Künstlern zählten Pearl Jam, Sepultura, Georg Danzer, Eminem, Rammstein, Joe Zawinul.

### Planet Music
Einher mit dem Relaunch des Veranstaltungszentrums ging auch die Gründung der Rockhaus Veranstaltungs GesmbH, die per Jahreswechsel 2000 in die Planet Music & Media Veranstaltungs- und VerlagsgesmbH überging, der Sopper bis dato als geschäftsführender Hauptgesellschafter vorsteht. Um die stilistische Bandbreite der Konzertaktivitäten zu verdeutlichen, wurde das Veranstaltungszentrum in Planet Music umbenannt.

### Weitere Locations
Nachdem die Location 2008 in Wien-Brigittenau von neuen Wohnbauten umzingelt wurde, übernahm Josef Muff Sopper resp. seine von ihm geleitete Firma im Auftrag der Stadt Wien den Betrieb der ehemaligen Planet.tt Bank Austria Halle / Gasometer (nunmehr Planet.tt Halle im Gasometer) sowie der Szene Wien (beide in Wien 11., Simmering), seit 2015 auch die bis dahin brach liegende Location „Festsaal Zentrum Simmering“, von Sopper und seiner Firma durch Eigeninvestitionen in die SiMM City umgewandelt.

## Wirken
Bis 2020 hat Josef Muff Sopper mit Planet Music & Media / VÖM im Rahmen von rund 12.000 Veranstaltungen Auftritte von ca. 40.000 Künstlergruppen ermöglicht und organisiert, davon 75 % Anteil an Österreichischen Acts. Er gilt damit als einer der Musikförderer des Landes. So wurde ihm für seine Dienste für die Stadt Wien 2015 der goldene Rathausmann verliehen.

## Auszeichnungen
- 2015: goldener Rathausmann der Stadt Wien[1]